# Strike Up the Band
Strike Up the Band é um filme norte-americano de 1940, do gênero comédia musical, dirigido por Busby Berkeley e estrelado por Mickey Rooney e Judy Garland.

## Produção

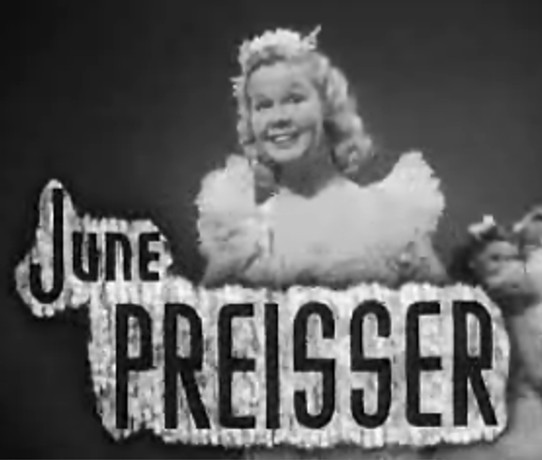
June Preisser no trailer do filme

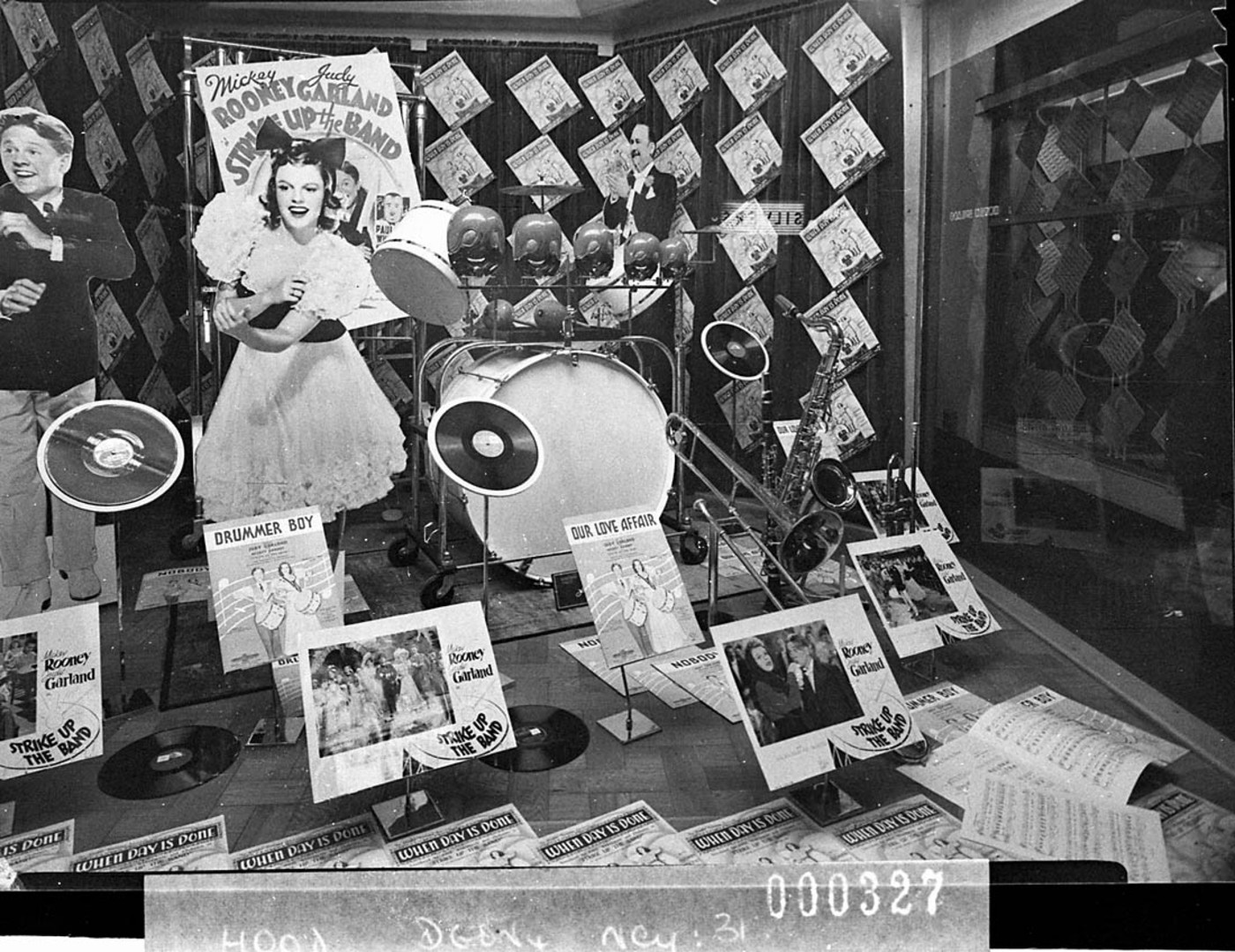
Vitrine montada pela MGM para divulgar o filme

Strike Up the Band é o segundo dos quatro musicais que Mickey Rooney e Judy Garland fizeram juntos. O filme situa-se após Babes in Arms (1939) e antes de Babes on Broadway (1941) e Girl Crazy (1943). Todos, segundo Ken Wlaschin,  estão entre os onze melhores da carreira de Mickey.
Exceto pelo título original e pela canção-título, de George e Ira Gershwin, não há nenhuma semelhança entre o filme e o espetáculo apresentado com sucesso na Broadway em 1930. O musical dos Gershwin é uma sátira, na qual os EUA, para dominar o mercado de chocolates, declaram guerra à Suíça. Já o filme é mais um na linha "hey, vamos-montar-um-show-legal".
Um dos pontos altos do filme é o segmento desenvolvido por George Pal, em que uma sinfonia é executada por frutas dançantes. A ideia saiu, aparentemente, da cabeça de Vincente Minnelli.
O filme recebeu três indicações ao Oscar, tendo ficado com o prêmio de Melhor Mixagem de Som.

## Sinopse
O jovem Jimmy Connors resolve montar uma banda escolar para participar de uma competição em Chicago, patrocinada pelo band leader Paul Whiteman. Tudo que ele precisa é de duzentos dólares e, para isso, monta um espetáculo melodramático, com o auxílio de Mary Holden e outros colegas. Entretanto, depois de conseguir o dinheiro, ele o doa para a mãe do amigo Willie Brewster, que precisa fazer uma cirurgia urgentemente. Tudo perdido? Não: por sorte, Paul Whiteman, em carne e osso, desembarca na cidadezinha de Jimmy...

## Premiações
| Patrocinador                                  | Prêmio | Categoria                                                                  | Situação          |
| --------------------------------------------- | ------ | -------------------------------------------------------------------------- | ----------------- |
| Academia de Artes e Ciências Cinematográficas | Oscar  | Melhor Mixagem de Som Melhor Canção Original Melhor Trilha Sonora Original | Vencedor Indicado |

## Elenco
| Ator/Atriz        | Personagem             |
| ----------------- | ---------------------- |
| Mickey Rooney     | Jimmy Connors          |
| Judy Garland      | Mary Holden            |
| June Preisser     | Barbara Frances Morgan |
| William Tracy     | Phillip Turner         |
| Paul Whiteman     | Paul Whiteman          |
| Larry Nunn        | Willie Brewster        |
| Margaret Early    | Annie                  |
| Ann Shoemaker     | Senhora Connors        |
| Francis Pierlot   | Senhor Judd            |
| Virginia Brissac  | Senhora May Holden     |
| George Lessey     | Senhor Morgan          |
| Enid Bennett      | Senhora Morgan         |
| Howard C. Hickman | Doutor                 |
| Sarah Edwards     | Senhorita Hodges       |